# 融通念仏縁起絵巻
融通念仏縁起絵巻（ゆうずうねんぶつえんぎえまき）、融通念仏縁起（ゆうずうねんぶつえんぎ）は、日本の絵巻物。

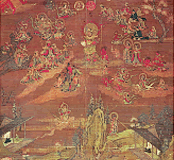
有形文化財美術工芸品（国指定）「安楽寺の絹本著色融通念仏縁起絵」南北朝時代 14世紀前半（奈良国立博物館蔵）

## 概要
平安時代後期に融通念仏宗をおこした良忍(りょうにん)(1073-1132)の事績ならびに、念仏の功徳について説いた説話を描いた上下2巻の絵巻物である。作者や制作地は不明であり、原本となった絵巻物は現存しない。しかし、クリーブランド美術館本ほか諸本の下巻奥書に「正和第三歴中冬上旬候記之」あることから、鎌倉時代末の正和3年(1314年)に成立したと推定される。
融通念仏勧進の具として江戸時代までに多くの諸本が制作され、現在は模本を含めて30本ほどが確認されている。その多くは永徳~応永年間（1380年代~1420年代）にかけて良鎮(りょうちん)が日本全国に勧進する目的で制作された100余本の肉筆本(良鎮勧進肉筆本)とその後内容を再構成して明徳2年(1391)に版本化したもの(明徳版本)とその系譜に連なる諸本である。
融通念仏の祖としての良忍伝は、絵巻成立以前に鎌倉時代の説話集『古今著聞集』や仏教書『元亨釈書』などに収められていたが、本絵巻が製作されることによってその事績がひろく描かれていったと見られる。

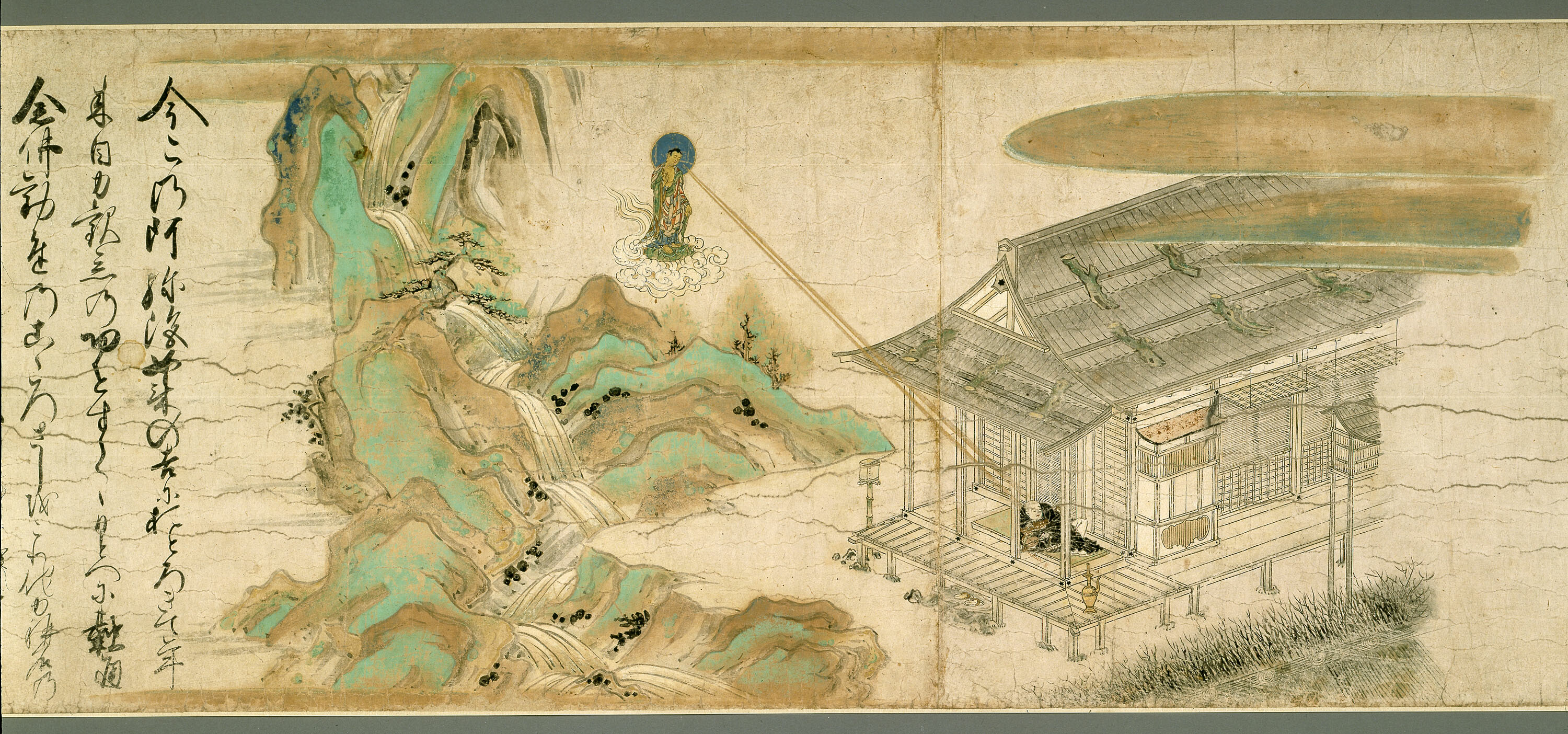
融通念仏縁起絵巻シカゴ美術館本 上巻 第2段 阿弥陀如来示現の段

## 諸本の分類と段構成

### 絵巻を構成する各段の名称
融通念仏縁起絵巻は上下2巻からなり複数の段(場面)で構成されている。他の絵巻と同様に、各段は詞書を記し次にそれに伴う絵(画面)を描く。段構成は諸本で異なるため、研究者は以下のように各段に表題を付し比較検討している。
| No.  | 田代尚光(1947、1976)による命名           | 松原茂(1991)による命名                         | 阿部美香(2015)による命名                   |
| ---- | ---------------------------------------- | ---------------------------------------------- | ------------------------------------------ |
| (1)  | 良忍上人叡山修行により大原籠居の段       | 良忍の叡山修行と大原隠凄                       | 良忍の叡山修行と大原勤行                   |
| (2)  | 阿弥陀如来示誨の段                       | 阿弥陀如来の念仏直授                           | 阿弥陀の示現                               |
| (3)  | 融通念仏勧進の段                         | 融通念仏の勧進開始                             | 融通念仏勧進の開始                         |
| (4)  | 毘沙門天名帳加入の段                     | 毘沙門天の名帳加入                             | 鞍馬毘沙門天の名帳加入                     |
| (5)  | 良忍上人鞍馬寺通夜の段                   | 良忍の鞍馬寺参籠                               | 良忍の鞍馬寺参籠と毘沙門天からの神名帳授受 |
| (6)  | 諸神、諸天冥衆名帳加入の段               | 諸天諸神の名帳加入                             | 諸天神祇の名帳加入                         |
| (7)  | 鳥畜善願に与するの段                     | 鳥類畜生の念仏結縁                             | 諸天神祇結縁の意趣と、鳥畜類の結縁         |
| (8)  | 良忍上人大原来迎院入滅の段               | 良忍入滅                                       | 良忍の臨終往生                             |
| (9)  | 覚厳律師夢の段                           | 覚厳の夢                                       | 覚厳の夢                                   |
| (10) | 鳥羽院増御日課の段                       | 鳥羽院の日課念仏増加                           | 鳥羽院の日課念仏と加入の勧め               |
| (11) | 広隆寺女院念仏修行の段                   | 広隆寺女院の念仏修行                           | 女院の結縁と法金剛院不断念仏開始           |
| (12) | 和泉前司道経女入道の段                   | 和泉前司道経女の入道と臨終                     | 道経女の出家と臨終                         |
| (13) | 城南寺供僧心源の父母の段                 | 城南寺僧心源念仏により父母往生                 | 心源の父母の往生                           |
| (14) | 青木尼公大往生の段                       | 青木尼公の往生                                 | 青木尼公の往生                             |
| (15) | 木寺の源覚僧都牛飼童の妻難産を免るゝの段 | 木寺源覚僧都の牛飼童の妻念仏により難産を逃れる | 牛飼童の妻、産死をのがれる                 |
| (16) | 北白川下僧の妻閻魔の庁より返さるゝの段   | 北白川の下僧の妻閻魔庁から返される             | 北白川下僧の妻、冥途から蘇生する           |
| (17) | 正嘉疫癘の段                             | 正嘉疫癘                                       | 正嘉疫癘                                   |
| (18) | 光明遍照の段                             | 光明遍照                                       | 光明遍照の偈と摂取不捨曼荼羅               |
| (19) | 清涼寺融通大念仏の段                     | 清涼寺融通大念仏                               | 清涼寺融通大念仏                           |

## 諸本の分類
鎌倉時代から江戸時代までに制作された融通念仏縁起絵巻の諸本は、詞書や段構成などから以下のような分類案が示されている。一覧表の上から下に向かって制作年代が新しくなる。正和3年成立の原本(正和本、正和原本)を出発点とし、古い様式を下敷きに新たな段の付加・段構成の再編・絵(画面)の内容変更などを行ないながら新たな諸本が制作されていった。
| 田代尚光(1947、1976) | 梅津次郎(1958、1968)                 | 松原茂(1991)                       |
| -------------------- | ------------------------------------ | ---------------------------------- |
| 古様式形態本         | (甲)正和本系                         | 1 正和本系統                       |
| 古様式形態本         | (乙)永徳・至徳年間の良鎮勧進肉筆本系 | 2A 良鎮系統 明徳版本成立以前の諸本 |
| 新様式形態本         | (丙)明徳版本系                       | 2B 良鎮系統 明徳版本成立以降の諸本 |

### 正和本系
正和3年の原本は存在しないが、現在、原本に最も近い作品とされてこの系統に分類されているものは、シカゴ美術館・クリーブランド美術館本である。現状は上巻が第1段(1)→第2段(2)→第3段(3)→第4段(4)→第5段(5)(6)の順に展開するが、第5段の絵のみ(6)諸天諸神の名帳加入→(5)良忍の鞍馬寺参籠の順に繋げ長大な一場面としている。下巻は現状が第1段(7)→第2段(8)→第3段(9)→第4段(10)→第5段(11)→第6段(12)→第7段(14)絵のみ→第8段(15)→第9段(16)→第10段(17)→第11段(18)→正和3年奥書の順で、(13)の一段と(14)の詞書を欠く。現状は修復による錯簡が認められ、紙継の状態と模本から本来は(16)→(18)→(17)→正和3年奥書の順であったことが分かっている。東京国立博物館に本絵巻の絵のみを写した模本が所蔵されている　　。また、大阪・大念仏寺に所蔵されている詞書のみの上下巻の写本(大念仏寺蔵絵詞本)が本絵巻を写したものではないかと推測されている。

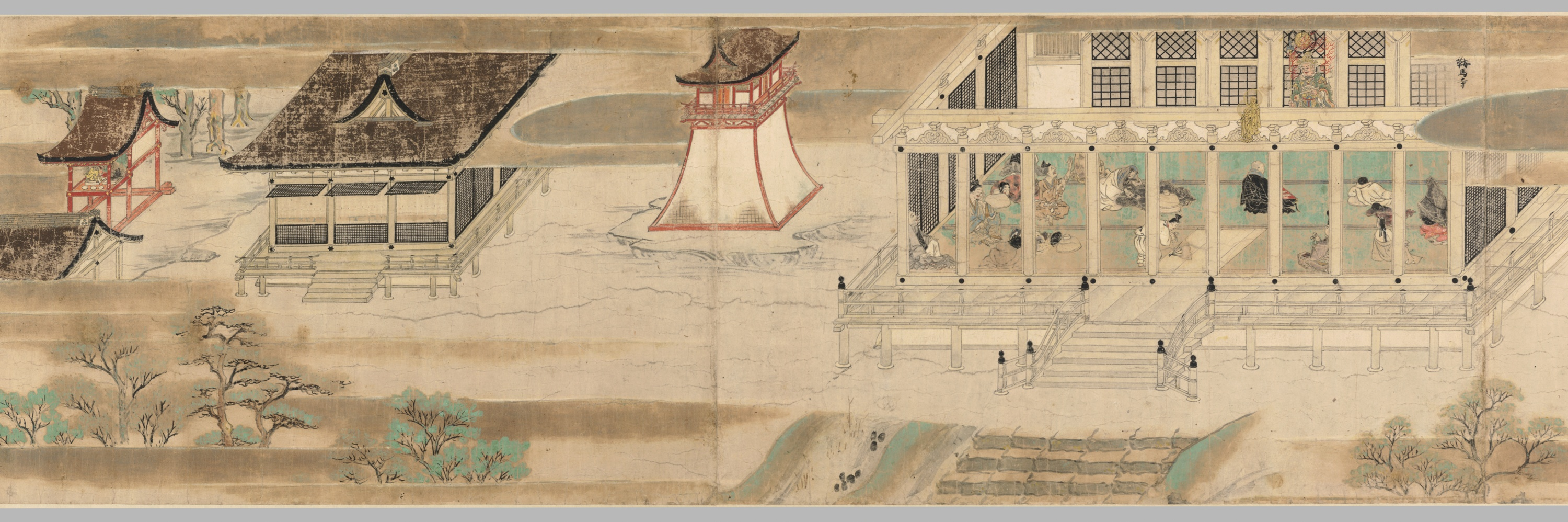
シカゴ美術館本 上巻 第5段「良忍の鞍馬寺参籠の段」

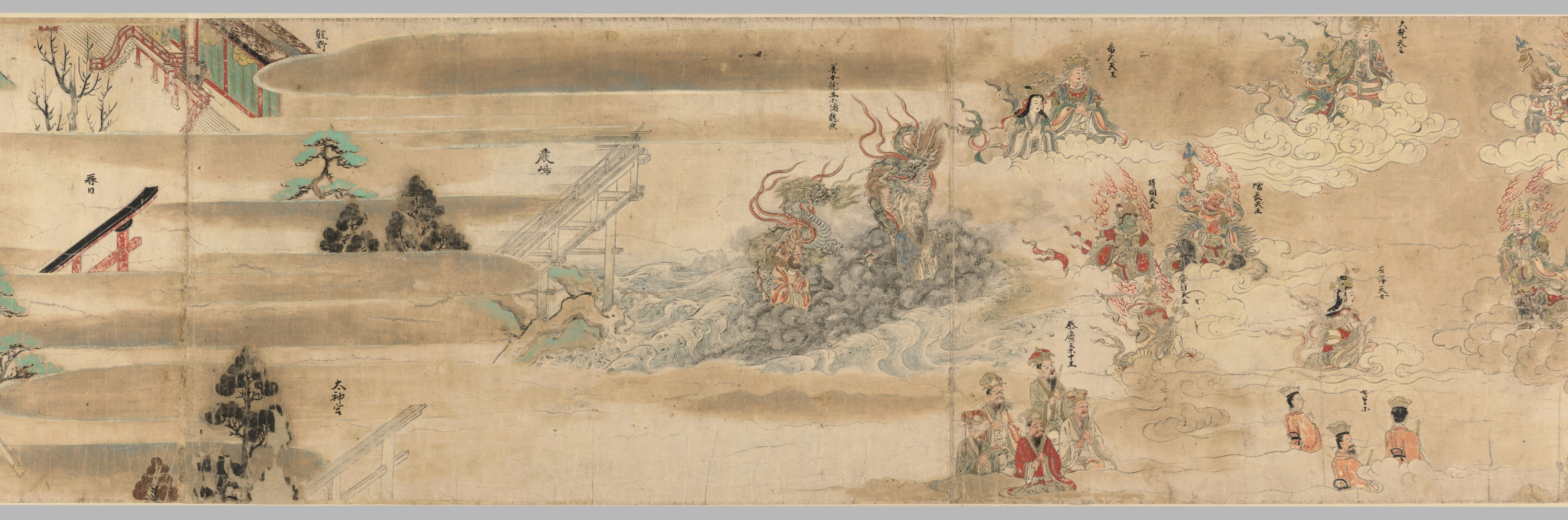
シカゴ美術館本 上巻 第5段「諸天諸神の名帳加入の段」

### 永徳・至徳年間の良鎮肉筆本系
永徳2年(1382)〜応永30年(1432)にかけて良鎮が勧進活動のために制作した絵巻及び後世の写本。

### 明徳版本系
良鎮らによって製作されたもので、木版印刷によって製作された。明徳年間に刊行されたことから「明徳版本」と呼ばれている。多数の僧侶や皇族・貴族による識語が収録されている。後代に製作された絵巻物の中にはこの版本を手本に描かれたものも存在する。また、江戸時代になって清涼寺所蔵の絵巻物の内容を写し、版本とした「享和版本」（享和元年・1801年）もある。

## おもな伝本

### 正和本系
- シカゴ美術館・クリーブランド美術館本

太平洋戦争直後に日本からアメリカへ流出したもので、上巻はシカゴ美術館、下巻はクリーブランド美術館に分蔵。諸本中の最古本で、画風や詞書の書風から、原本成立の正和3年（1314年）からさほど隔たらない14世紀の作とみなされる。
- 東京国立博物館蔵模本(狩野晴川院模写)(東京都)
- 大念佛寺蔵暦応模本(住吉弘定模写)(大阪府)

### 永徳・至徳年間の良鎮肉筆本系
- 根津美術館本（東京都）:下巻のみ残存
- 東京国立博物館蔵(至徳2年奥書)模本(家高本)(東京都)知恩院本（京都府）
- 大倉集古館本(東京都)
- 醍醐寺本(醍醐寺蔵絵詞本)（京都府）
- フリーア美術館本(俊直本(A))（アメリカ合衆国ワシントンDC）
- 丹南来迎寺本(大阪府松原市)[10][11]
- 聞名寺本(富山県)

### 明徳版本系
- 清凉寺本（京都府）:重要文化財

応永24年（1417年）作。詞書は、上巻巻頭名号は後小松天皇、序・第一段ほか堯仁法親王、第4段義円（足利義教）、二条持基、一条実秋など。下巻第1段足利義持、識語崇賢門院、細川満元、山名時煕、赤松義則、六角満高、斯波義重など、当時の朝廷や幕府の有力者が多数染筆している。絵巻紙背に絵師名を記した押紙が貼られており、六角寂済（上巻第1,2段）、粟田口隆光（上巻第3段、下巻第10段）、藤原光国（上巻4,5段）、藤原行広（上巻第6段、下巻第8段）、永春（上巻7,8,9段、下巻4,6,7段）、藤原行秀（下巻第1,2,3,5,9段）だと判明し、彼らも当時最高クラスの絵師たちである。崇賢門院による息子の後円融天皇追善、または足利義持による足利義満追善のため制作された。制作年、詞書の染筆者、絵師名とその担当部分がすべて判明するのは極めて稀で、室町時代中期の基準作として貴重。
- 禅林寺本（京都府）:重要文化財
- 法明寺本（大阪市平野区）
- ハーバード美術館本(フォッグ美術館本)（アメリカ合衆国）[12][13]
- 大念仏寺本(明徳版本、平野本)（大阪府）:重要文化財
- 池田家本
- 大原本
- 応永版本(故小林文七氏蔵、焼失)
- 長寿寺本（東大阪市）
- 旧来迎寺本(三重県)
- 佐太来迎寺本(大阪府守口市)
- このほか、安楽寺（奈良県）には掛幅本の融通念仏縁起絵（重要文化財）がある。

## 影響
江戸時代前期の画家・住吉具慶（すみよしぐけい）による絵巻物『元三大師縁起絵巻』（1679年）には、本絵巻から図様を転用して使っている箇所などが見られている。